# مشهدی‌قلی‌لار
مشهدی‌قلی‌لار (به لاتین: Məşədiqulular) یک منطقه مسکونی در جمهوری آذربایجان است که در شهرستان تووز واقع شده است. مشهدی‌قلی‌لار ۱۱۹ نفر جمعیت دارد.